# Aegialoalaimus elegans
Aegialoalaimus elegans is een rondwormensoort uit de familie van de Aegialoalaimidae. De wetenschappelijke naam van de soort is voor het eerst geldig gepubliceerd in 1907 door de Man.